# Herburt
Herburt  (ook: Herbolth, Herbolt, Herbort, Herbortowa, Herbot, Herbott, Herbulów, Fulsztyn, Miecze, Pawęza, Pawęża) was een Poolse heraldische clan (ród herbowy) van middeleeuws Polen en later het Pools-Litouwse Gemenebest. De oorsprong van de clan ligt waarschijnlijk in Westfalen en is in de eerste helft van de 14e eeuw in Polen geïntroduceerd. De eerste vermelding van Herburt is een zegel uit 1353 en de eerste schriftelijke verwijzing stamt uit 1571.
De historicus Tadeusz Gajl heeft 45 Poolse Herburt clanfamilies geïdentificeerd.

## Telgen
De clan bracht de volgende bekende telgen voort:
- Herburt
  - Jan Szczęsny Herburt, staatsman, dichter, schrijver  en diplomaat
  - Mikołaj Herburt, Woiwode
- Jan Paweł Woronicz, aartsbisschop en ridder in de Orde van de Witte Adelaar
- Mikołaj Herburt Odnowski, Woiwode
- Szymon Konarski, revolutionair

## Variaties op het wapen van Herburt

Wapen van Pawęza
Wapen van Felsztyn (nu Skelivka) in de 16e eeuw
Huidige wapen van het dorp Skelivka
Wapen van Dobromyl in de 17e eeuw
Huidige wapen van Dobromyl
Wapen van Bohušov

## Galerij

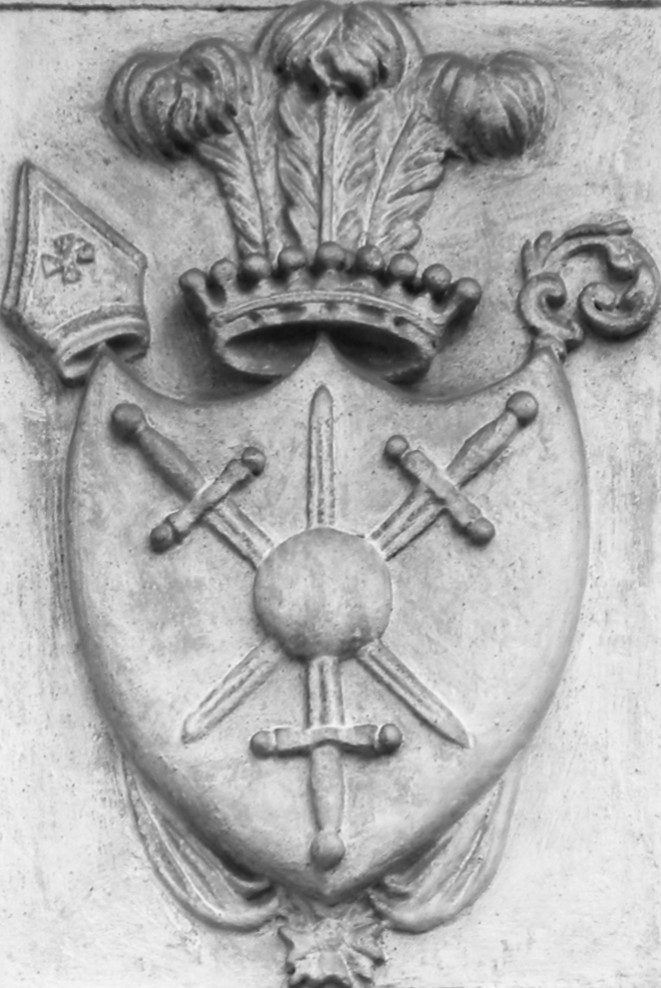
Wapen van Woronicz op de binnenplaats van de aartsbisschoppelijk residentie te Krakau
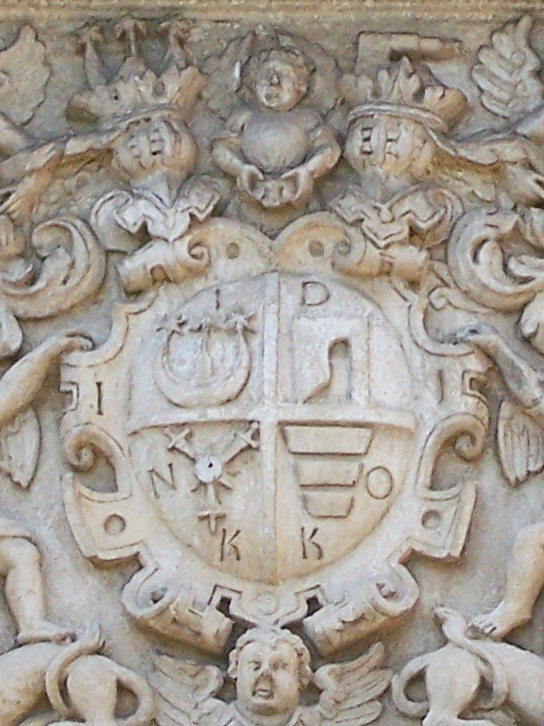
Het wapen van Herburt op het Kasteel van Olesko
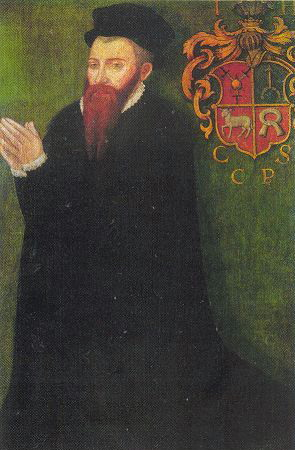
Portret van Jan Herburt, circa 1570